# Stromboli (alimento)

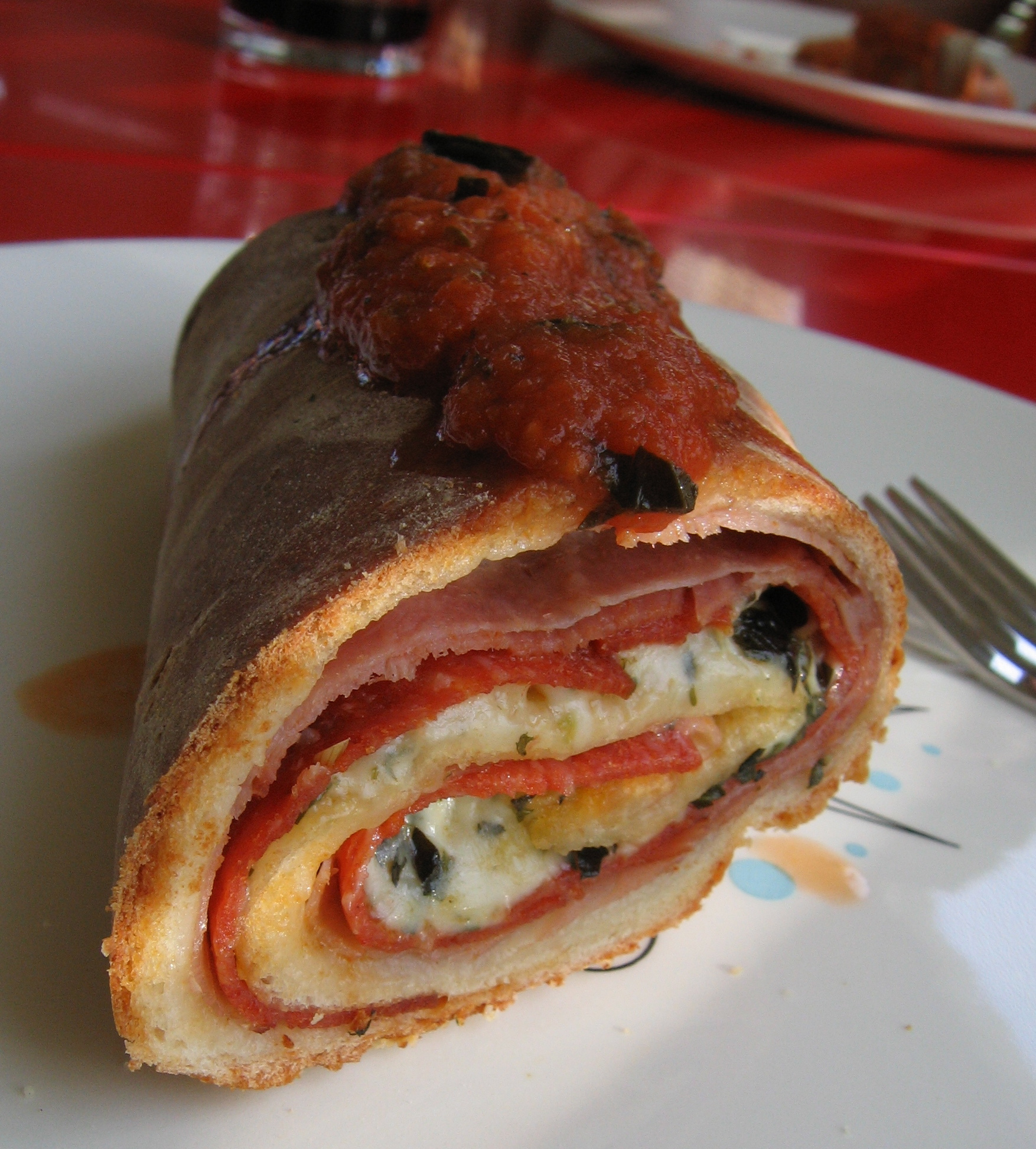
Stromboli casero cubierto con salsa de tomate y mostrando su interior.

El stromboli es una especie de empanadilla hecha con masa para pizza (a veces enrollada) típica de la gastronomía italoestadounidense. Suele estar relleno de carne picada o de queso italiano.

## Historia
El stromboli tiene sus orígenes en 1950 en Essington, Tinicum Township (zonas ubicadas justo a las afueras de Filadelfia), en el restaurante italiano Romano's Italian Restaurant & Pizzeria, siendo su inventor Nazzareno Romano. Otras fuentes reclaman la invención del stromboli que fue una creación de Mike Aquino, Sr. en Spokane (Washington) en 1954.